# Сервий Корнелий Косс
Сервий Корнелий Косс (лат. Servius Cornelius Cossus; V век до н. э.) — римский политический деятель из патрицианского рода Корнелиев, по некоторым данным военный трибун с консульской властью 434 года до н. э.
Имя Сервия Корнелия в качестве военного трибуна с консульской властью 434 года до н. э. называет только Диодор Сицилийский, тогда как у Тита Ливия фигурируют консулы Марк Манлий Капитолин и Квинт Сульпиций Камерин Претекстат. При этом «древние авторы», на которых ссылается Ливий, утверждали, что в этом году в Риме действительно были военные трибуны.